# Golfe de Winam
Le golfe de Winam, autrefois appelé golfe de Kavirondo ou golfe de Nyanza, est relié au lac Victoria par le détroit de Rusinga qui a une largeur d'environ 4,8 km. À l'autre extrémité est situé le port lacustre de Kisumu (troisième plus grande ville du Kenya).

## Toponymie
- « Winam » signifie littéralement en luo « tête de la grande étendue d'eau ». C'est un état construit à partir des mots wich (« tête ») et nam (« vaste étendue d'eau », « lac », « mer »). Winam signifie donc « là où le lac commence ».
- « Kavirondo » a plusieurs origines possibles :
  - de la position prise par les jeunes guerriers pour s'asseoir sur leurs talons. Cette position est appelée kaa virondo en swahili et, péjorativement, wa kavirondo (« peuple qui s'assied sur les talons ») ;
  - d'une corruption des mots swahili kaffir (« païen ») et de rondo (« enduire le corps de boue ») ;
  - du mot luhya-wanga kaba-londo qui est une association de deux autres mots : kabaka (« le roi ») et namu londo (« le tabouret où le roi est couronné »).
- « Nyanza » vient du mot ancien bantou anza qui signifie une quelconque « étendue d'eau importante ». Étant orthographié différemment selon les régions, il a pris, ici, la forme du nyaza des Soukouma puis de nyanza.

## Origine
Un des segments du linéament oriental du rift (plaque somalienne) se termine par la plaine de Kano (Kano plain) puis par le golfe de Winam. Il est appelé rift Kavirondo ou rift de Nyanza. La datation au K-AR de la stratigraphie séquentielle montre que l'activité volcanique et tectonique y fut continuelle jusqu'à sept Ma avant notre ère. Trois anciens volcans principaux bordent la rive sud du golfe : le Kisingiri dans la caldeira de Rangwe, le Nyamaji et le Homa.
C'est entre −750 000 et −400 000 ans que les cours d'eau provenant des deux segments du rift emplissent la dépression créée entre ces deux segments et donnent naissance au lac Victoria. Les carottages géologiques réalisés dans les sédiments ont montré que le lac s'est asséché au moins trois fois depuis sa formation. Son dernier remplissage remonte à 14 700 ans.

## Géographie
- Silhouette :

il a une forme allongée axée de l'embouchure à l'ouest-sud-ouest vers le fond à l'est-nord-est.
- Dimensions :

la largeur moyenne est de 25 km. La longueur totale, entre le détroit de Rusinga et le fond de la baie de Kisumu, est de 64 km. La profondeur moyenne est 6 m et la profondeur maximale est de 20 m dans le détroit de Rusinga. Le littoral mesure 550 km et la superficie 1 400 km2.
- Alimentation :

les quatre principales rivières sont Sondu Miriu, Kibos, Nyando et Kisat. Ces rivières, situées sur la rive sud, forment chacune un marais à leur embouchure et déversent (en moyenne) 231 m3 d'eau par seconde dans le golfe.
- Iles :

hormis Rusinga qui « barre » l'entrée du golfe, ce dernier compte une dizaine d'îles dont la plus grande est Ndere qui a une superficie de 4,2 km2.
- Subdivisions :

baies de Homa, Kendu, Asembo, Naya, Nyakach, Osodo, Ruri, Mirunda, Olambwe et de Kisumu.
- Principales localités :

Kisumu, Homa Bay, Kendu Bay, Asembo, Mbita, Luanda K'Otieno.

## Écologie

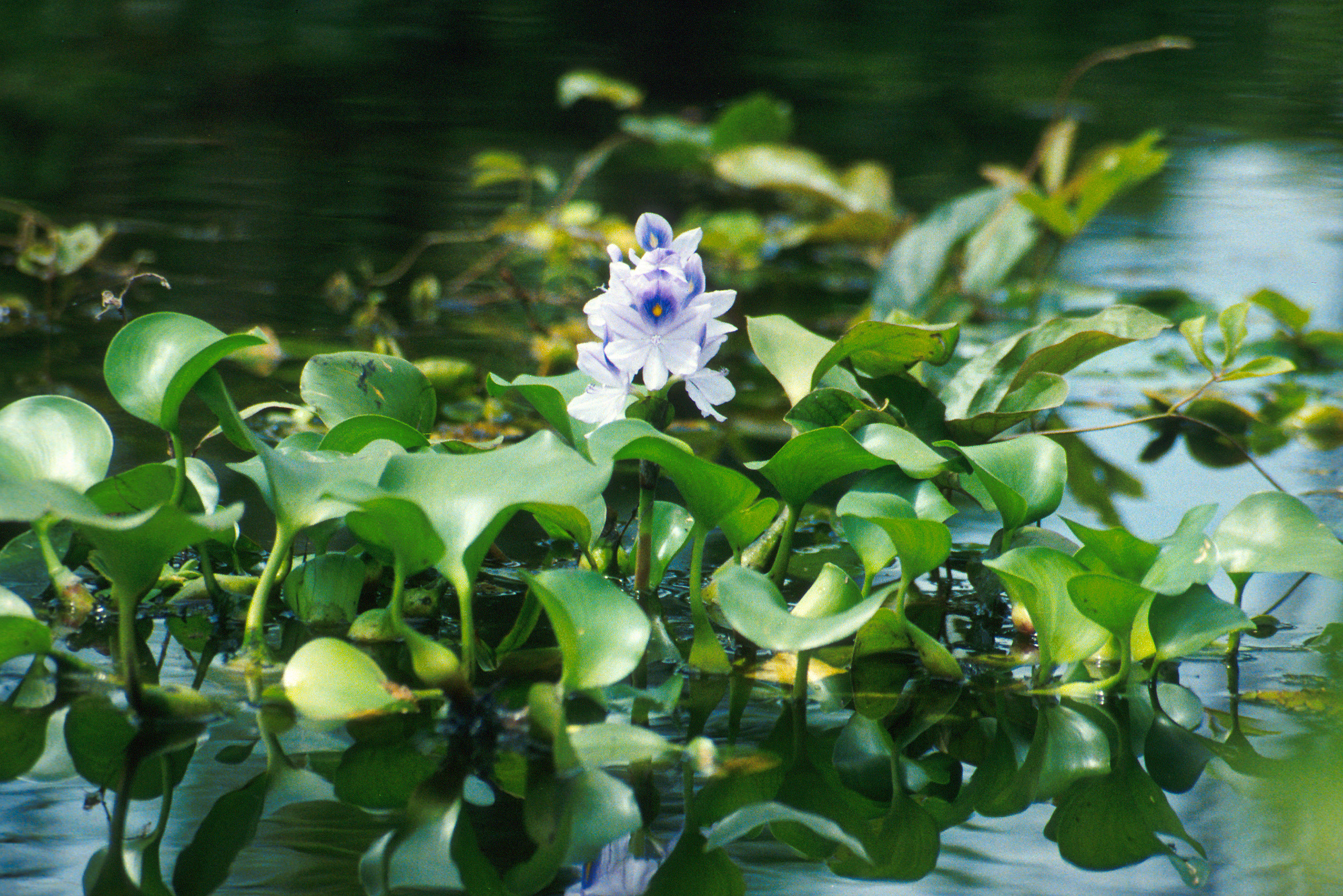
Jacinthe d'eau commune (Eichhornia crassipes)

Le milieu aquatique, de par son faible hydrodynamisme, est soumis à un envasement dû à la sédimentation.
La densité de population entraîne l'eutrophisation. Les eaux usées provenant des localités alentour ainsi que les nutriments organiques et non organiques des zones de culture se retrouvent dans les différents cours d'eau alimentant le golfe. Les eaux usées engendrent la prolifération de parasites du genre Schistosoma responsables des différentes bilharzioses humaines.
L'introduction dans les années 1990, par l'homme, de la jacinthe d'eau dans le lac Victoria a eu pour conséquence de créer un nouveau défi environnemental. La surface envahie qui était montée à 17 321 ha a été réduite en 2000 à 500 ha grâce à l'arrachage et à l'introduction de charançons, prédateurs naturels de la plante. Les pluies importantes de 2006 ont permis aux rivières de ramener quantité de nutriments et à la jacinthe d'eau d'envahir à nouveau le golfe.
La présence ou non des jacinthes d'eau a aussi un impact sur la vie des animaux aquatiques. Leur forte présence, diminuant considérablement le taux de dioxygène dans l'eau, éloigne le prédateur qu'est la perche du Nil au profit d'espèces plus petites. Dans les sédiments apportés par les cours d'eau et dans les marais de leur embouchure, les siluriformes représentent la plus grande majorité des poissons.

## Galerie média

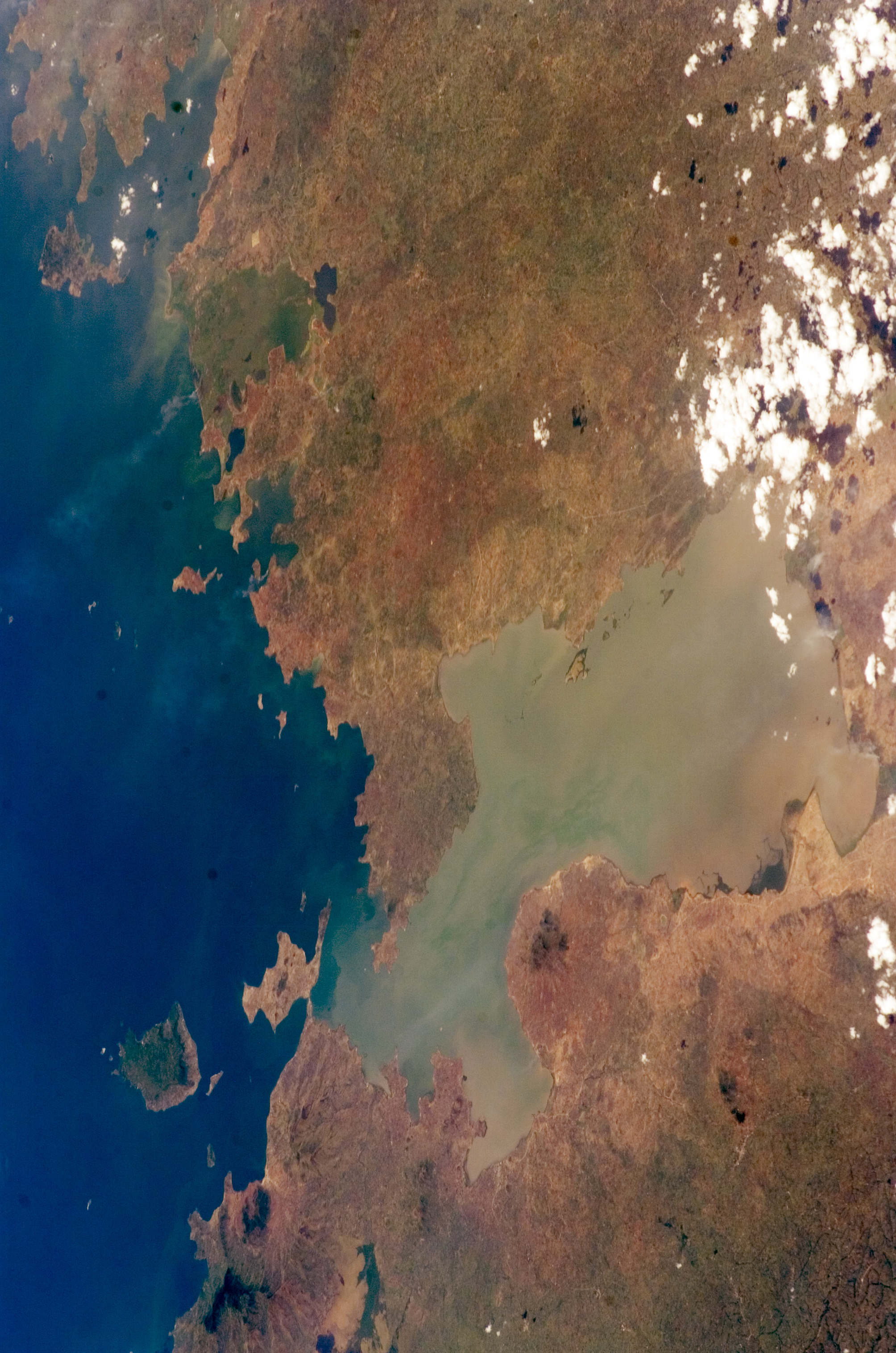
Le golfe de Winam photographié par la Nasa en décembre 2005.
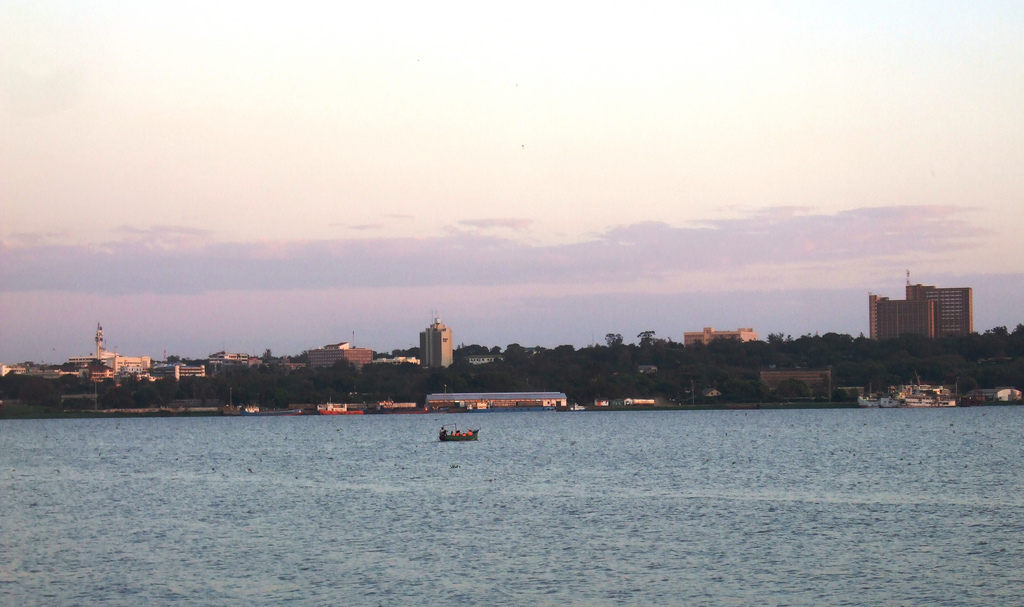
Vue sur Kisumu.
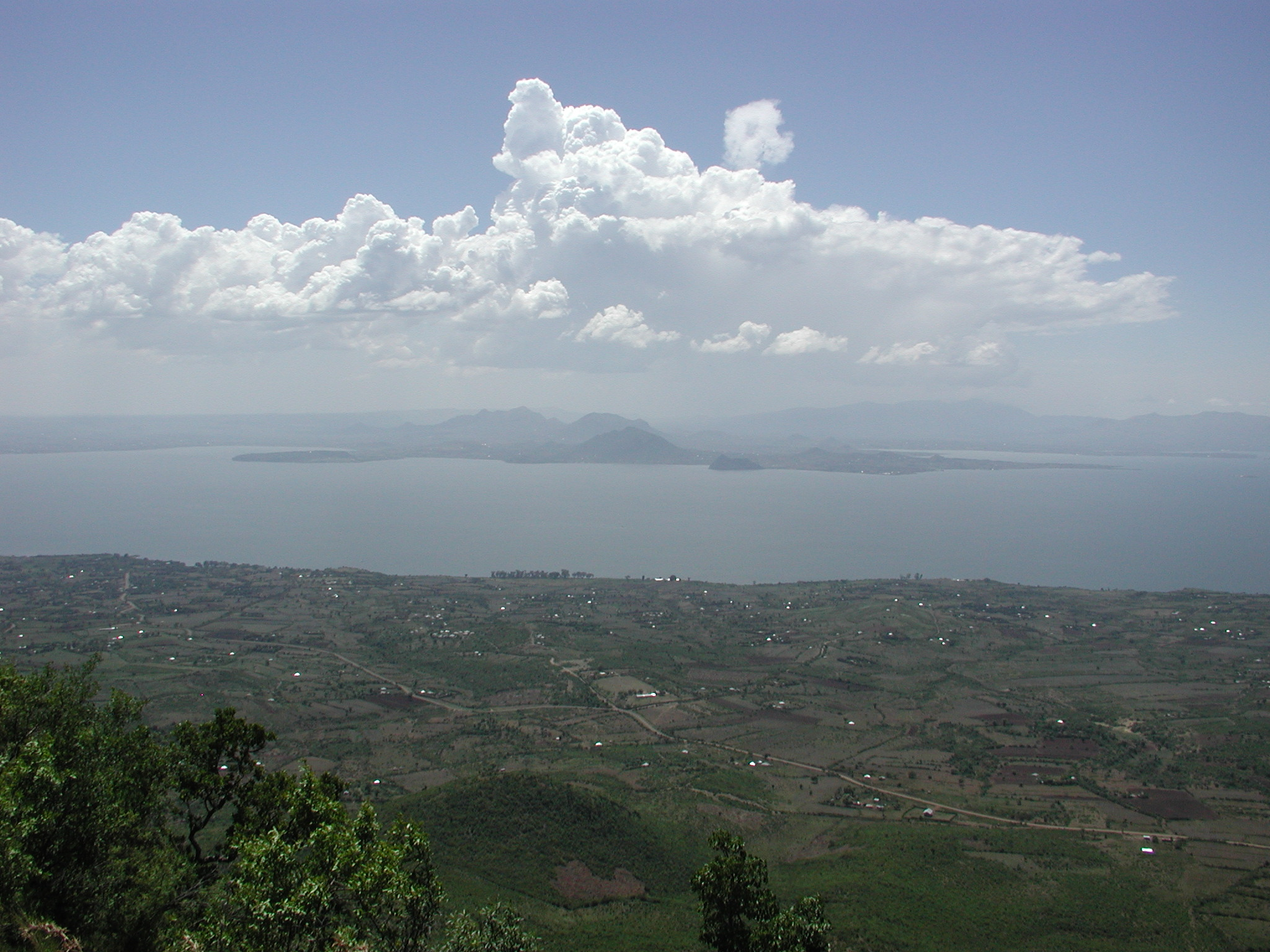
Vue depuis le mont Homa vers le mont Nyamaji.
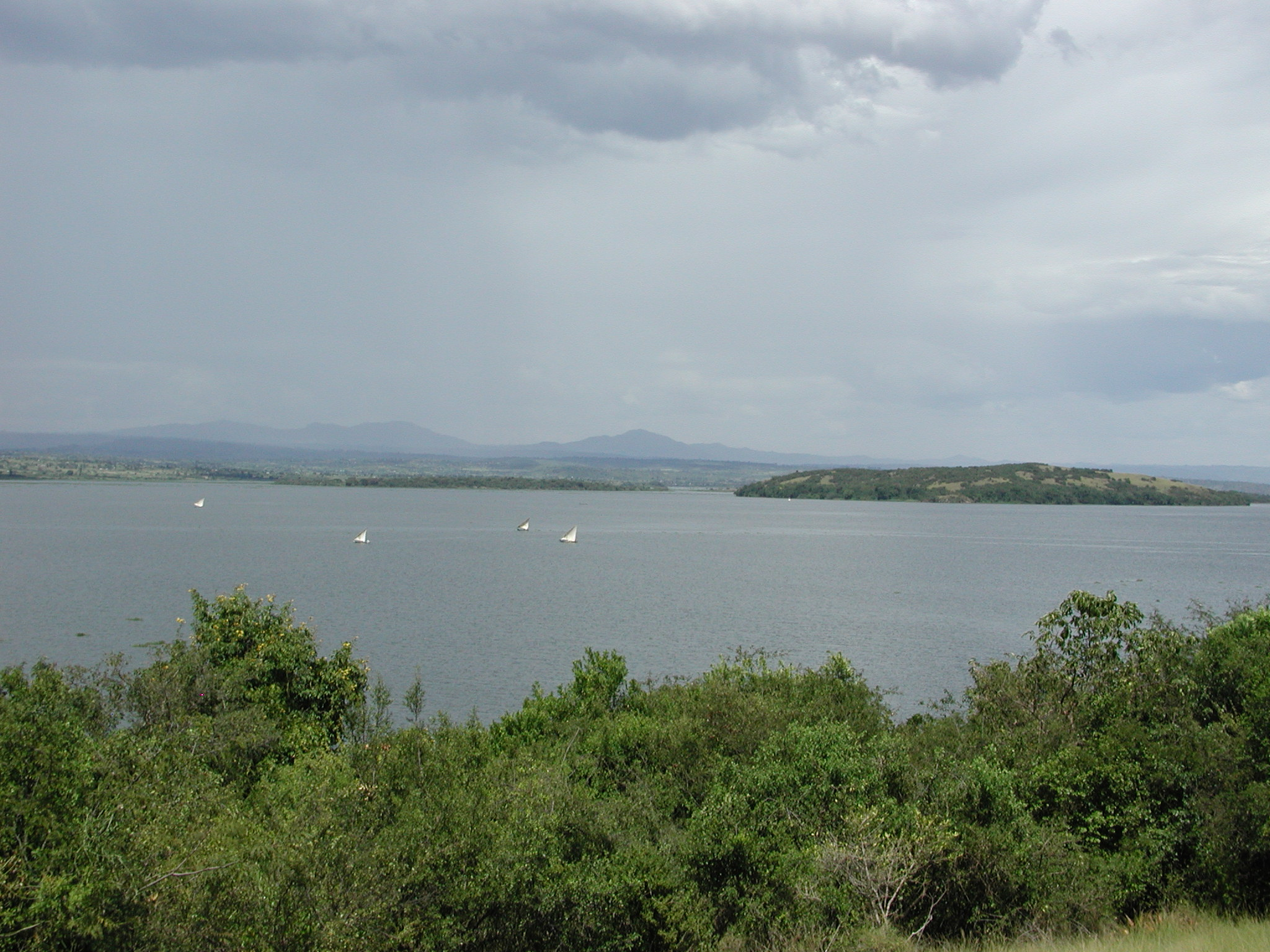
Vue depuis l'île Ndere avec le mont Homa dans le fond.
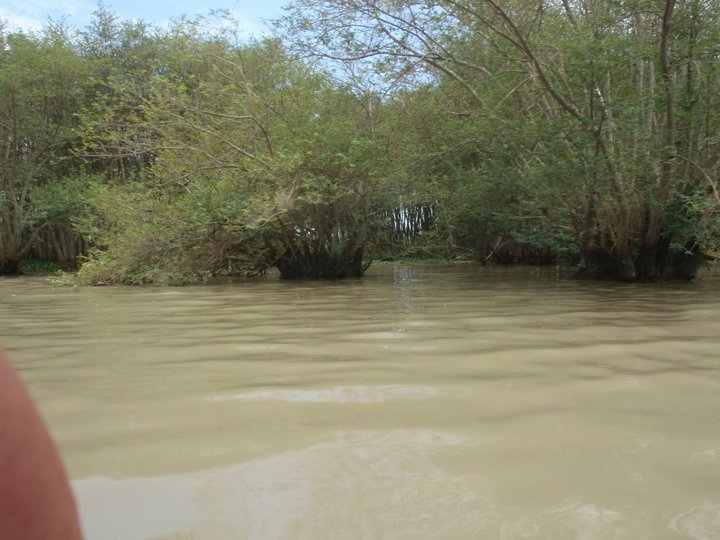
Mangrove en bordure du marais de Nanga.
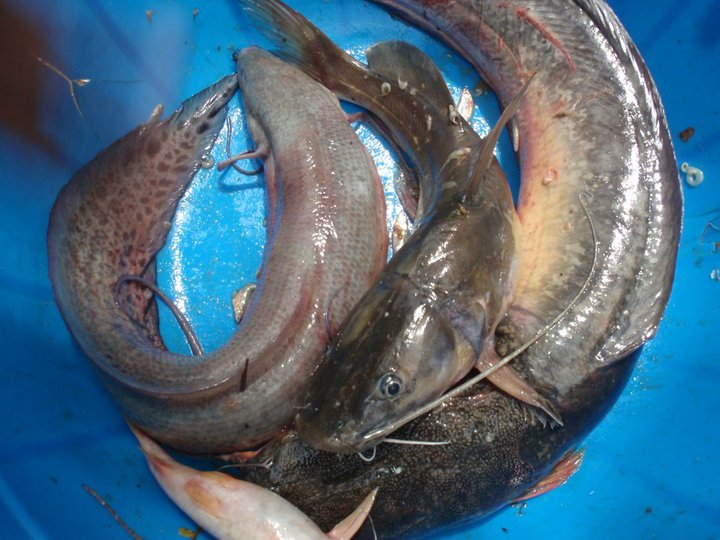
Siluriformes pêchés dans l'embouchure de la rivière Kibos.